# EN-DC
 (mai 2025).
La mise en forme du texte ne suit pas les recommandations de Wikipédia : il faut le « wikifier ».
Les points d'amélioration suivants sont les cas les plus fréquents. Le détail des points à revoir est peut-être précisé sur la page de discussion.
- Les titres sont pré-formatés par le logiciel. Ils ne sont ni en capitales, ni en gras.
- Le texte ne doit pas être écrit en capitales (les noms de famille non plus), ni en gras, ni en italique, ni en « petit »…
- Le gras n'est utilisé que pour surligner le titre de l'article dans l'introduction, une seule fois.
- L'italique est rarement utilisé : mots en langue étrangère, titres d'œuvres, noms de bateaux, etc.
- Les citations ne sont pas en italique mais en corps de texte normal. Elles sont entourées par des guillemets français : « et ».
- Les listes à puces sont à éviter, des paragraphes rédigés étant largement préférés. Les tableaux sont à réserver à la présentation de données structurées (résultats, etc.).
- Les appels de note de bas de page (petits chiffres en exposant, introduits par l'outil «  Source ») sont à placer entre la fin de phrase et le point final[comme ça].
- Les liens internes (vers d'autres articles de Wikipédia) sont à choisir avec parcimonie. Créez des liens vers des articles approfondissant le sujet. Les termes génériques sans rapport avec le sujet sont à éviter, ainsi que les répétitions de liens vers un même terme.
- Les liens externes sont à placer uniquement dans une section « Liens externes », à la fin de l'article. Ces liens sont à choisir avec parcimonie suivant les règles définies. Si un lien sert de source à l'article, son insertion dans le texte est à faire par les notes de bas de page.
- La présentation des références doit suivre les conventions bibliographiques. Il est recommandé d'utiliser les modèles {{Ouvrage}}, {{Chapitre}}, {{Article}}, {{Lien web}} et/ou {{Bibliographie}}. Le mode d'édition visuel peut mettre en forme automatiquement les références.
- Insérer une infobox (cadre d'informations à droite) n'est pas obligatoire pour parachever la mise en page.

Pour une aide détaillée, merci de consulter Aide:Wikification.
Si vous pensez que ces points ont été résolus, vous pouvez retirer ce bandeau et améliorer la mise en forme d'un autre article.
EN-DC (pour E-UTRA NR Dual Connectivity) est une technologie de transition définie par le 3GPP pour permettre la cohabitation de la 4G (LTE) et de la 5G (NR – New Radio) dans les réseaux mobiles.  
Elle repose sur le principe de la double connectivité : un terminal est connecté simultanément à une station de base LTE (4G) et à une station de base 5G NR.  
Cette technologie permet de déployer rapidement des services 5G tout en s’appuyant sur les infrastructures 4G existantes.

## Fonctionnement
EN-DC a été introduit avec la Release 15 du 3GPP, dans le cadre de l'architecture dite non autonome (NSA – Non-Standalone).  
Elle permet à un terminal mobile compatible 5G :
- d’utiliser le réseau 4G LTE pour le contrôle (ancrage),
- et le réseau 5G NR pour les données à haut débit.

Le terminal est ainsi connecté à un nœud maître 4G (eNodeB) et à un nœud secondaire 5G (gNodeB).  
Les données sont réparties entre les deux technologies selon les capacités, la couverture et les usages.

## Objectif et intérêt
L’objectif d’EN-DC est d’accélérer le déploiement de la 5G sans attendre la mise en place d’un cœur de réseau 5G autonome.  
Elle permet aux opérateurs de :
- tirer parti de la couverture 4G déjà déployée,
- proposer des services 5G dès les premières phases de déploiement,
- assurer une transition fluide vers le mode autonome (SA).

## Limites
EN-DC présente cependant certaines limites :
- La connexion dépend toujours du réseau 4G, ce qui limite certains cas d’usage très avancés.
- Les débits sont parfois contraints par la capacité de la liaison LTE.
- Certaines fonctionnalités 5G (comme la latence ultra-faible ou le découpage réseau – network slicing) ne sont pas disponibles.

## Comparaison avec NR-DC
Contrairement à NR-DC, qui permet une double connectivité 100 % 5G, EN-DC s’appuie sur une connexion principale en 4G.  
Elle est donc considérée comme une architecture de transition.
| Caractéristique     | EN-DC (4G/5G)             | NR-DC (5G/5G)          |
| ------------------- | ------------------------- | ---------------------- |
| Réseaux impliqués   | LTE + NR                  | NR + NR                |
| Mode                | Non autonome (NSA)        | Autonome (SA)          |
| Station principale  | 4G (eNodeB)               | 5G (gNodeB)            |
| Débits              | Dépendants de la LTE      | Optimisés en 5G        |
| Cas d’usage avancés | Partiellement disponibles | Complètement supportés |

## Utilisation dans les réseaux
EN-DC a été utilisé à grande échelle entre 2019 et 2023, notamment pour le lancement des réseaux 5G commerciaux dans de nombreux pays.  
Il est progressivement remplacé par le mode SA et les technologies NR-DC ou full NR.